# Дети неба
Дети неба (англ. The Children of the Sky) — научно-фантастический роман американского писателя Вернора Винджа, прямой сиквел романа «Пламя над бездной». Он был номинирован на премию «Локус» 2012 года за лучший научно-фантастический роман и Премию «Прометей».
Переводы на русский:
- Е. Клеветников (Дети небес), 2012 — 1 изд.
- М. Левин (Дети неба), 2013 — 1 изд.
- К. Фальков (Дети небес), 2017 — 1 изд.

## Сюжет
Два года проходят после битвы на Звёздном холме на Тине (планете «стай»). Изгнанная стая Вендакиус отправляется в город Восточный дом, стремясь объединиться с Тикуном, самым богатым бизнесменом в мире.
Флот Погибели остался в 30 световых годах от планеты, но продолжает приближаться. Равна пытается предотвратить уничтожение планеты, ускорив развитие местной цивилизации до необходимого технологического уровня. Для этого она размораживает оставшихся в живых детей и использует архивы корабля для создания новых технологий. Её планам мешают внутренние интриги и сложная политическая ситуация на планете.